# Chloris diluta
Chloris diluta är en gräsart som beskrevs av Stephen Andrew Renvoize. Chloris diluta ingår i släktet kvastgrässläktet, och familjen gräs. Inga underarter finns listade i Catalogue of Life.